# Patrick Thomas
Patrick Thomas, né le 16 juin 1947 à Dijon, est un dirigeant d'entreprise français. Il fut le président-directeur général d’Hermès International de 2003 à 2014.

## Biographie

### Origines
Patrick Thomas est issu d'une famille catholique traditionnelle dans laquelle il a reçu une éducation stricte et rigoureuse. Son grand-père est le fondateur d’une petite société de jus de fruits qui deviendra, sous l’impulsion de son père et de son oncle, la marque Pampryl.

### Formation et carrière
Il fait ses études à l'ESCP et intègre la multinationale International Telephone and Telegraph, en y faisant deux années d'apprentissage.
En 1971, il intègre le groupe Pernod qui vient de racheter Pampryl, l’entreprise familiale. Il y fait ses armes et en 1980, y occupe successivement plusieurs postes dans le contrôle de gestion et la direction administrative.
En 1989, à la suite d'une rencontre avec Jean-Louis Dumas, il est embauché chez Hermès. Il sera son bras droit de 1989 à 1997, chargé du développement et de la hiérarchisation de l’entreprise. 
En 1997, il devient Président du groupe Lancaster pour les cosmétiques et les parfums, jusqu’en 2000 où il prend la tête de la marque de Whiskys William Grant. Alain Bucaille lui succède avec le titre de directeur général d’Hermès International.
En 2003, Patrick Thomas devient directeur général d’Hermès International. Il succède de fait à Alain Bucaille, après une courte transition assurée par Fabrice Boé-Dreyfus. En janvier 2006, il remplace Jean-Louis Dumas, qui était à la tête de l'entreprise depuis 1978, et devient ainsi le premier gérant non-familial du groupe.
Fin janvier 2014, Patrick Thomas quitte définitivement la direction d'Hermès International, Axel Dumas lui succédant à ce poste. Il supervise depuis les activités de la marque Shang Xia, filiale chinoise d'Hermès.

### Autres activités
Entre 2007 et 2012, il est président de la chambre syndicale de la mode masculine.
Entre 2010 et septembre 2012, il est membre du conseil de surveillance de Lacoste.
Il est membre du conseil d'administration de Rémy Cointreau et de Renault.